# 4139 Ulʹyanin
A 4139 Ulʹyanin (ideiglenes jelöléssel 1975 VE2) a Naprendszer kisbolygóövében található aszteroida. Tamara Mihajlovna Szmirnova fedezte fel 1975. november 2-án.